# Епархия Доля

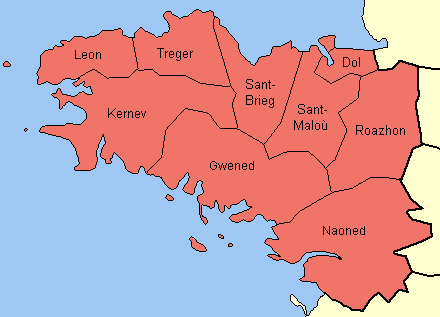
Карта епархий Бретани

Епархия Доля (лат. Dioecesis Dolensis) - упразднённая епархия Римско-Католической церкви с центром в городе Доль-ан-Бретань, Франция. Кафедральным собором епархии Доля была церковь святого Самсона.

## История
Епархия Доля существовала с VI века как епископия, а затем — архиепархия до 29 ноября 1801 года, когда архиепархия была упразднена буллой Qui Christi Domini Римского папы Пия VII и её территория была передана епархиям Сен-Бриё и Ренна.

## Епископы
- до 557 — † до 565 (или 576): св. Самсон Дольский
- 24 октября † 585: св. Маглуар или Маглорий Дольский (Magloire, Maglorius)
- св. Будок Дольский (Budoc, Budocus)
- св. Леушер Дольский (Leucher, Leucherus)
- Фигериномаль (Figerinomalus)
- до 640: Ростальд (Rostaldus)
- св. Армэль Дольский (Armælus)
- св. Жюмаэль Дольский (Jumahel), или Жюнемий (Junemeus)
- † до 749: св. Туриан Дольский (Thurian, Thurianus, Turianus)
- до 750 Женев (Genevus)
- Ректовальд (Rectovaldus)
- Жюнемен (Junemenus)
- Жютиналь (Juthinaleus)

## Архиепископы
- до 848: Саласон (Salacon) или Саломон (Salomon)
- до 859: — 866 Фестиниан (Festinianus) или Фастарий (Fastarius)
- до 878: Ман I (Main I), или Маген (Mahenus)
- до 888: — † 895: Иоанн I (Jean, Joannes)
- до 930: Аганон (Aganon) или Агано (Agano)
- † 944: Гуйомар (Guiomar, Guiomarus)
- до 950—952: Жютоэн (Jutohen), или Гингоний (Gingoneus), или Жютовен (Juthoven)
- до 967: Жислоэн (Gisloenus)
- до 990 : Ман II (Main , Mainus) или Маген (Mahenus)
- † до 1004: Рональд I, или Ролланд (Rollandus)
- 1008—1032: Жюнгоний (Jungoneus), или Жюнкений (Junkeneus)
- 1040 — до 1076: Жуэль (Juhel, Juhellus), или Жогоний (Johoneus)
- 1075 или 1076 — до † 27.01.1078: Гильдуин (Gilduin)
- 1076 или 1078 — † 26.09.1081 либо 17.11.1081: кардинал Эвен

## Источник
- Булла Licet primum, Bullarum diplomatum et privilegiorum sanctorum Romanorum pontificum Taurinensis editio, Vol. III, стр. 143-151  (лат.)
- Булла Qui Christi Domini, Bullarii romani continuatio, Tomo XI, Romae 1845, pp. 245–249  (лат.)
- Pius Bonifacius Gams, Series episcoporum Ecclesiae Catholicae, Leipzig 1931, стр. 546-547  (лат.)
- Konrad Eubel, Hierarchia Catholica Medii Aevi, vol. 1 Архивная копия от 9 июля 2019 на Wayback Machine, стр. 225-226; vol. 2 Архивная копия от 4 октября 2018 на Wayback Machine, стр. 145; vol. 3 Архивная копия от 21 марта 2019 на Wayback Machine, стр. 186-187; vol. 4 Архивная копия от 4 октября 2018 на Wayback Machine, стр. 175; vol. 5, стр. 186; vol. 6, стр. 198  (лат.)